# John Smith (athlétisme)
Pour les articles homonymes, voir John Smith et Smith.
John Walton Smith, né le 5 août 1950 à Los Angeles, est un entraîneur d'athlétisme américain. Il a été auparavant athlète et évoluait sur le 400 mètres.

## Biographie
Coureur de 400 mètres (ou 440 yards aux États-Unis), il est l'un des meilleurs athlètes américains sur la distance, remportant deux titres de champion NCAA. Il remporte le 400 mètres des Jeux panaméricains 1971 disputés à Cali en Colombie. En 1972, il fait partie de la délégation américaine qui se rend aux Jeux olympiques de 1972 à Munich.
Il est ensuite choisi par les Dallas Cowboys, franchise de football américain, avec lequel il évolue jusqu'en 1974.
Il continue ensuite une carrière en athlétisme jusqu'en 1980, année au cours de laquelle il doit mettre un terme à sa carrière en raison d'une blessure au tendon d'Achille.
Il enchaîne ensuite avec une carrière d'entraîneur. Il évolue au sein des UCLA Bruins. Ses premiers résultats probants en tant qu'athlète se présentent lors des Jeux olympiques de 1988 où Steve Lewis s'impose en finale du 400 mètres. Danny Everett remporte pour sa part la médaille de bronze, tous deux remportant ensemble le titre du relais 4 × 400 mètres.
En 1992, il décroche, par l'intermédiaire de Quincy Watts et Kevin Young, les titres du 400 mètres et du 400 mètres haies.
En 1996, il fonde avec l'avocat Emanuel Hudson le groupe « HSI » qui s'occupe des droits, engagements et entraînements de ses athlètes.
Il obtient ensuite des résultats significatifs avec des sprinteurs, à l'image de Dennis Mitchell et Jon Drummond. Mais les meilleurs résultats sur cette discipline sont obtenus par l'intermédiaire d'Ato Boldon, qui remporte deux médailles de bronze lors des Jeux olympiques d'Atlanta et Maurice Greene, double champion olympique lors des Jeux olympiques de Sydney et cinq fois champion du monde.
Ce dernier battra d'ailleurs le record du Monde du 100 m en 9 s 79 sous ses ordres.
Il a également entrainé l'athlète française Marie-José Pérec qu'il aide à remporter le doublé 200-400 m lors des Jeux d'Atlanta en 1996.
Il est l'entraîneur du recordman norvégien du 100 m, Jaysuma Saidy Ndure.
Il entraîne en 2011 Carmelita Jeter et Jason Richardson, champions du monde à Daegu.
Il est l'entraîneur de la sprinteuse ivoirienne Marie-Josée Ta Lou.

## Palmarès
- Jeux panaméricains 1971 à Cali :
  -  Médaille d'or du 400 mètres